# Аркадієвецька сільська рада
Аркадієве́цька сільська́ ра́да — адміністративно-територіальна одиниця та орган місцевого самоврядування у Хмельницькому районі Хмельницької області. Адміністративний центр — село Аркадіївці.

## Загальні відомості
- Територія ради: 17,19 км²
- Населення ради: 529 осіб (станом на 2001 рік)
- Територією ради протікає річка Бужок

## Історія
28 лютого 2013 року назва Аркадіївецької сільської ради Хмельницького району змінена на Аркадієвецьку (виправлення технічної помилки).

## Населені пункти
Сільській раді були підпорядковані населені пункти:
- с. Аркадіївці

## Склад ради
Рада складалася з 14 депутатів та голови.
- Голова ради: Німчик Олександр Олександрович

### Депутати
За результатами місцевих виборів 2010 року депутатами ради стали:

#### За суб'єктами висування
| Суб'єкт висування | Кількість обраних депутатів | %   |
| ----------------- | --------------------------- | --- |
| Самовисування     | 14                          | 100 |

#### За округами
| № округу | Прізвище, ім'я, по батькові    | Дата визнання обраним | Освіта             | Партійна приналежність | Відомості про обраного депутата               |
| -------- | ------------------------------ | --------------------- | ------------------ | ---------------------- | --------------------------------------------- |
| 1        | Лагодяк Наталія Петрівна       | 01.11.2010            | середня            | позапартійна           | тимчасово не працює                           |
| 2        | Ворошилова Лариса Миколаївна   | 01.11.2010            | вища               | позапартійна           | Аркадієвецька сільська рада, секретар         |
| 3        | Шмагай Галина Василівна        | 01.11.2010            | середня            | позапартійна           | Аркадієвецька загальноосвітня школа, технічка |
| 4        | Порфілова Тетяна Миколаївна    | 01.11.2010            | вища               | позапартійна           | Аркадієвецька загальноосвітня школа, вчитель  |
| 5        | Божок Станіслав Петрович       | 01.11.2010            | середня            | позапартійний          | Аркадієвецька загальноосвітня школа, кочегар  |
| 6        | Наумова Наталія Петрівна       | 01.11.2010            | середня            | позапартійна           | тимчасово не працює                           |
| 7        | Українець Людмила Григорівна   | 01.11.2010            | вища               | позапартійна           | тимчасово не працює                           |
| 8        | Стахов Петро Степанович        | 01.11.2010            | середня спеціальна | позапартійний          | тимчасово не працює                           |
| 9        | Федоришина Наталя Степанівна   | 01.11.2010            | середня            | позапартійна           | тимчасово не працює                           |
| 10       | Криванко Лідія Степанівна      | 01.11.2010            | середня            | позапартійна           | Хмельницька міська лікарня, санітарка         |
| 11       | Воробйова Валентина Михайлівна | 01.11.2010            | середня            | позапартійна           | Хмельницький онкодеспансер, санітарка         |
| 12       | Кривенко Світлана Петрівна     | 01.11.2010            | середня спеціальна | позапартійна           | Аркадієвецька сільська рада, бібліотекар      |
| 13       | Наумова Любов Віталіївна       | 01.11.2010            | середня            | позапартійна           | тимчасово не працює                           |
| 14       | Євсюкова Руслана Петрівна      | 01.11.2010            | середня            | позапартійна           | Хмельницький хлібокомбінат, пекар             |